# زاخایکی (شهرستان بیاوا پودلاسکا)
زاخایکی (به لهستانی:  Zahajki) یک روستا در لهستان است که در گمینا درلوو واقع شده‌است.